# Elbaiulus chrysopygus
Elbaiulus chrysopygus är en mångfotingart som först beskrevs av Berlese 1888.  Elbaiulus chrysopygus ingår i släktet Elbaiulus och familjen kejsardubbelfotingar.

## Underarter
Arten delas in i följande underarter:
- E. c. carpinorum
- E. c. chrysopygus